# Andrei Borza
Andrei Sebastian Borza (Năvodari, 12 novembre 2005) è un calciatore rumeno, difensore del Rapid Bucarest.

## Caratteristiche tecniche
È un terzino sinistro, abile nella corsa e nella partecipazione alla manovra.

## Carriera

### Club
Cresce nelle giovanili dell'Academia Hagi.
Fa il suo esordio in Liga I con la maglia del Farul Costanza a 16 anni, il 1º maggio 2022, nella partita giocata in trasferta contro il CFR Cluj. Utilizzato con maggiore continuità dall'allenatore Gheorghe Hagi, diventa titolare nel corso della stagione successiva. Mette a segno il primo gol tra i professionisti il 28 ottobre 2022 contro il FC U Craiova con un tiro da 35 metri.
Nell'aprile 2023 l'International Centre for Sports Studies (CIES) lo inserisce al terzo posto della lista dei più promettenti terzini sinistri Under-20 del mondo.
Nell'estate 2023 passa al Rapid Bucarest per 800.000 euro e firma un quadriennale.

### Nazionale
Veste la maglia delle nazionali rumene Under-15, Under-16, Under-17 (di cui porta anche la fascia di capitano), Under-19, Under-20.
Con la nazionale Under-21 gioca gli europei di categoria nel 2023 e nel 2025.

## Statistiche

### Presenze e reti nei club
Statistiche aggiornate al 2 luglio 2025.
| Stagione              | Squadra               | Campionato            | Campionato | Campionato | Coppe nazionali | Coppe nazionali | Coppe nazionali | Coppe continentali | Coppe continentali | Coppe continentali | Altre coppe | Altre coppe | Altre coppe | Totale | Totale |
| Stagione              | Squadra               | Comp                  | Pres       | Reti       | Comp            | Pres            | Reti            | Comp               | Pres               | Reti               | Comp        | Pres        | Reti        | Pres   | Reti   |
| --------------------- | --------------------- | --------------------- | ---------- | ---------- | --------------- | --------------- | --------------- | ------------------ | ------------------ | ------------------ | ----------- | ----------- | ----------- | ------ | ------ |
| 2021-2022             | Farul Costanza        | L1                    | 0+3        | 0          | CR              | 0               | 0               | -                  | -                  | -                  | -           | -           | -           | 3      | 0      |
| 2022-2023             | Farul Costanza        | L1                    | 24+9       | 2+1        | CR              | 3               | 0               | -                  | -                  | -                  | -           | -           | -           | 36     | 3      |
| lug.-aug. 2023        | Farul Costanza        | L1                    | 0          | 0          | CR              | 0               | 0               | UCL+UECL           | 2+3                | 0                  | SR          | 1           | 0           | 6      | 0      |
| Totale Farul Costanza | Totale Farul Costanza | Totale Farul Costanza | 24+12      | 2+1        |                 | 3               | 0               |                    | 5                  | 0                  |             | 1           | 0           | 39     | 3      |
| aug. 2023-2024        | Rapid Bucarest        | L1                    | 19+10      | 0          | CR              | 3               | 0               | -                  | -                  | -                  | -           | -           | -           | 32     | 0      |
| 2024-2025             | Rapid Bucarest        | L1                    | 26+8       | 1+0        | CR              | 3               | 0               | -                  | -                  | -                  | -           | -           | -           | 37     | 1      |
| 2025-2026             | Rapid Bucarest        | L1                    | -          | -          | CR              | -               | -               | -                  | -                  | -                  | -           | -           | -           | -      | -      |
| Totale carriera       | Totale carriera       | Totale carriera       | 99         | 4          |                 | 9               | 0               |                    | 5                  | 0                  |             | 1           | 0           | 114    | 4      |

## Palmarès

### Club

#### Competizioni nazionali
- Campionato rumeno: 1

Farul Costanza: 2022-2023